# Japonoconger
Japonoconger és un gènere de peixos marins pertanyent a la família dels còngrids i a l'ordre dels anguil·liformes.

## Etimologia
Japonoconger es compon de les paraula Japó i del mot llatí conger (congre).

## Distribució geogràfica
Es troba a l'Atlàntic occidental central (les costes caribenyes de Colòmbia i Veneçuela), l'Atlàntic oriental (des del Gabon fins a la República del Congo, incloent-hi els corrents de Benguela i Guinea, i, possiblement també, Namíbia) i el Pacífic nord-occidental (el Japó).

## Cladograma
| Japonoconger (Asano, 1958) | \| \| Japonoconger africanus (Poll, 1953)[20] \| \| \| \| \| \| Japonoconger caribbeus (Smith & Kanazawa, 1977)[21] \| \| \| \| \| \| Japonoconger sivicolus (Matsubara & Ochiai, 1951)[22][23] \| \| \| \| |
|                            | \| \| Japonoconger africanus (Poll, 1953)[20] \| \| \| \| \| \| Japonoconger caribbeus (Smith & Kanazawa, 1977)[21] \| \| \| \| \| \| Japonoconger sivicolus (Matsubara & Ochiai, 1951)[22][23] \| \| \| \| |
|                            | Acromycter (Smith & Kanazawa, 1977) |
|                            | |
|                            | Bassanago (Whitley, 1948) |
|                            | |
|                            | Bathycongrus (Ogilby, 1898) |
|                            | |
|                            | Bathyuroconger (Fowler, 1934) |
|                            | |
|                            | Blachea (Karrer & Smith, 1980) |
|                            | |
|                            | Castleichthys (Smith, 2004) |
|                            | |
|                            | Conger (Bosc, 1817) |
|                            | |
|                            | Congrhynchus (Fowler, 1934) |
|                            | |
|                            | Congriscus (Jordan & Hubbs, 1925) |
|                            | |
|                            | Congrosoma (Garman, 1899) |
|                            | |
|                            | Diploconger (Kotthaus, 1968) |
|                            | |
|                            | Gnathophis (Kaup, 1860) |
|                            | |
|                            | Kenyaconger (Smith & Karmóvskaia, 2003) |
|                            | |
|                            | Lumiconger (Castle & Paxton, 1984) |
|                            | |
|                            | Macrocephenchelys (Fowler, 1934) |
|                            | |
|                            | Poeciloconger (Günther, 1872) |
|                            | |
|                            | Promyllantor (Alcock, 1890) |
|                            | |
|                            | Pseudophichthys (Roule, 1915) |
|                            | |
|                            | Rhynchoconger (Jordan & Hubbs, 1925) |
|                            | |
|                            | Scalanago (Whitley, 1935) |
|                            | |
|                            | Uroconger (Kaup, 1856) |
|                            | |
|                            | Xenomystax (Gilbert, 1891) |
|                            | |
|                            | Japonoconger africanus (Poll, 1953) |
|                            | |
|                            | Japonoconger caribbeus (Smith & Kanazawa, 1977) |
|                            | |
|                            | Japonoconger sivicolus (Matsubara & Ochiai, 1951) |
|                            | |

|  | Japonoconger africanus (Poll, 1953)               |
|  |                                                   |
|  | Japonoconger caribbeus (Smith & Kanazawa, 1977)   |
|  |                                                   |
|  | Japonoconger sivicolus (Matsubara & Ochiai, 1951) |
|  |                                                   |